# Josef Dobeš

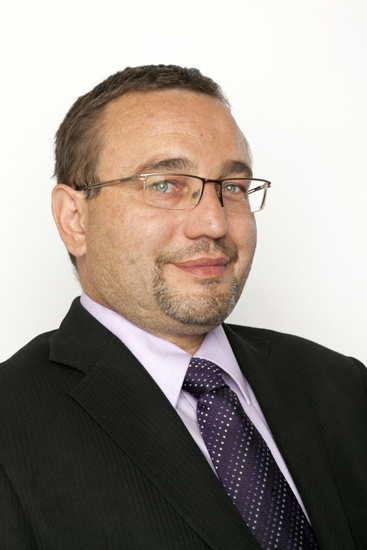
Josef Dobeš

Josef Dobeš (* 28. Februar 1964 in Boskovice) ist ein tschechischer Politiker, ehemaliger Vize-Vorsitzender der Partei Věci veřejné. Er war von Mai 2010 bis August 2013 Abgeordneter des tschechischen Abgeordnetenhauses und von Juli 2010 bis März 2012 Minister für Erziehung, Jugend und Sport in der Regierung Nečas.

## Politische Karriere
Dobeš war 2002 Mitbegründer der Partei Věci veřejné (VV) und wurde mehrmals zu ihrem stellvertretenden Vorsitzenden gewählt. In den Jahren 2006–2010 war er Vertreter der VV im Verwaltungsbezirk Prag 1. Im Februar 2010 wurde Dobeš für die Wahlen zum Abgeordnetenhaus als Spitzenkandidat der VV in der Region Südmähren aufgestellt und am 29. Mai 2010 in das Unterhaus des tschechischen Parlaments gewählt.

### Amtszeit als Minister
Am 13. Juli 2010 wurde Dobeš zum Minister für Erziehung, Jugend und Sport in der Regierung Nečas ernannt. Während seiner gesamten Amtszeit begleiteten ihn allerdings mehrere Skandale, die am 23. März 2012 in seinem freiwilligen Rücktritt vom Ministeramt gipfelten. Als Grund gab Dobeš die geplanten Kürzungen der Regierung im Bildungswesen an, für die er nicht die Verantwortung übernehmen wollte.
Zu den schwersten Vorwürfen gegen Dobeš gehörte der Umgang mit Subventionen aus den EU-Fonds. Aufgrund der mangelhaften Qualität der vorgelegten Projekte hatte die EU-Kommission Fördergelder in Höhe von 1,2 Mrd. Kronen (ca. 48 Mio. Euro) eingefroren, was zum gänzlichen Stopp dieser Projekte führte.
Bereits am 11. April 2011 hatte Premierminister Petr Nečas dem tschechischen Staatspräsidenten Václav Klaus einen Vorschlag für die Entlassung Dobešs als Bildungsminister übergeben. Klaus lehnte es allerdings ab, Dobeš aus seinem Amt zu entlassen, da sich die aus den Parteien ODS, TOP 09 und Věci veřejné bestehende Regierungskoalition nicht auf eine Amtsenthebung einigen konnte. Daraufhin verblieb Dobeš in seinem Amt.
Zudem wurde Dobeš wiederholt seine Personalpolitik vorgehalten, da wichtige Posten im Bildungsministerium während seiner Amtszeit mehrmals neu besetzt werden mussten. Umstritten war insbesondere die Einstellung des kontroversen Beamten Ladislav Bátora. Diesen musste der Minister nach anhaltender öffentlicher Kritik im Herbst 2011 entlassen.
Darüber hinaus entwickelte sich ein lang anhaltender Konflikt zwischen Dobeš und Vertretern der tschechischen Hochschulen. Ihnen zufolge sei er nicht in der Lage gewesen, einen vernünftig ausgearbeiteten Gesetzesentwurf für das neue Hochschulgesetz vorzulegen, und sei einer direkten Diskussion mit ihnen aus dem Weg gegangen.